# Zygodon hirsutus
Zygodon hirsutus là một loài rêu trong họ Orthotrichaceae. Loài này được G. Negri mô tả khoa học đầu tiên năm 1908.